# Фатальна пристрасть
«Фатальна пристрасть» (англ. The Immigrant, дослівно укр. Іммігрант) — американська романтична драма режисера, продюсера і сценариста Джеймса Ґрея, що вийшла 2013 року. У головних ролях Маріон Котіяр, Хоакін Фенікс, Джеремі Реннер.
Сценаристом також був Рік Манелло, продюсерами — Ентоні Катаґас, Ґреґ Шапіро і Крістофер Вудро. Вперше фільм продемонстрували 23 травня 2013 року у Франції на 66-му Каннському кінофестивалі. В Україні у кінопрокаті прем'єра фільму відбулась 5 червня 2014.

## Сюжет
1921 рік. Єва та її сестра Маґда виїжджають з післявоєнної Польщі до Нью-Йорку, США. Для них це обітована земля, де вони планують розпочати нове життя. Проте їхні мрії розпорошуються тоді, коли Маґда захворіла на туберкульоз. Єва готова на будь що, аби тільки врятувати сестру, тому вона погоджується на пропозицію Бруно, сутенера.

## У ролях
| Актор            | Персонаж                                              | Роль                   |
| ---------------- | ----------------------------------------------------- | ---------------------- |
| Маріон Котіяр    | Єва Цибульська англ. Ewa Cybulska                     | полячка                |
| Хоакін Фенікс    | Бруно Вайс англ. Bruno Weiss                          | сутенер                |
| Джеремі Реннер   | маг Орландо / Еміль англ. Orlando the Magician / Emil | брат Бруно, ілюзіоніст |
| Олена Соловей    | Розі Герц англ. Rosie Hertz                           |                        |
| Дагмара Домінчик | Бельва англ. Belva                                    |                        |
| Анджела Сарафян  | Магда Цибульська англ. Magda Cybulska                 |                        |
| Ілля Волох       | Войтек англ. Wojtek                                   |                        |

## Сприйняття

### Критика
Фільм отримав здебільшого позитивні відгуки: Rotten Tomatoes дав оцінку 87% на основі 101 відгуку від критиків (середня оцінка 7,5/10) і 61% від глядачів (9,643 голоси). Загалом на сайті фільми має позитивний рейтинг, фільму зарахований «стиглий помідор» від кінокритиків і «попкорн» від глядачів, Internet Movie Database — 6,6/10 (9 197 голосів), Metacritic — 76/100 (34 відгуки критиків) і 7,0/10 від глядачів (35 голосів). Загалом на цьому ресурсі від критиків і від глядачів фільм отримав позитивні відгуки.

### Касові збори
Під час показу у США, що стартував 16 березня 2014 року, протягом першого тижня фільм був показаний у 3 кінотеатрах і зібрав 44,064 $, що на той час дозволило йому зайняти 47 місце серед усіх прем'єр. Показ фільму протривав 49 днів (7 тижнів) і завершився 3 липня 2014 року. За цей час фільм зібрав у прокаті у США 2,025,328  доларів США (за іншими даними 2,013,456 $), а у решті світу 3,842,358 $, тобто загалом 5,867,686 $ (за іншими даними 2,013,456 $) при бюджеті 16,5 млн $.

### Нагороди і номінації
| Рік  | Нагорода                               | Категорія                                                 | Номінант                                     | Результат |
| ---- | -------------------------------------- | --------------------------------------------------------- | -------------------------------------------- | --------- |
| 2013 | 66-ий Каннський кінофестиваль          | Золота пальмова гілка                                     | Джеймс Ґрей                                  | Номінація |
| 2013 | Чикагзький Міжнародний кінофестиваль   | Приз глядацьких симпатій                                  | Джеймс Ґрей                                  | Номінація |
| 2013 | Ґентський Міжнародний кінофестиваль    | Ґранд-прі                                                 | Джеймс Ґрей                                  | Номінація |
| 2013 | International Cinephile Society Awards | Приз журі                                                 | Джеймс Ґрей                                  | Перемога  |
| 2013 | International Cinephile Society Awards | Найкраща акторка                                          | Маріон Котіяр                                | Перемога  |
| 2013 | Мюнхенський кінофестиваль              | Найкращий міжнародний фільм                               | Джеймс Ґрей                                  | Номінація |
| 2013 | Нью-Йоркський кінофестиваль            | Найкращий фільм                                           | Джеймс Ґрей                                  | Номінація |
| 2014 | International Cinephile Society Awards | Найкраща стрічка, що не вийшла 2013 року                  | стрічка                                      | Перемога  |
| 2014 | Кінофестиваль Ньюпорт Біч              | Видатні досягнення у кінематографії — акторський ансамбль | Маріон Котіяр, Хоакін Фенікс, Джеремі Реннер | Перемога  |
| 2014 | Кінофестиваль Ньюпорт Біч              | Видатні досягнення в режисурі                             | Джеймс Ґрей                                  | Перемога  |

### Виноски
1. 1 2  The Immigrant: Release Info (англ.). Internet Movie Database. Процитовано 26 вересня 2014.
2. 1 2  Фатальна пристрасть. Kino-teatr.ua. Процитовано 26 вересня 2014.
3. 1 2 3  The Immigrant (англ.). Internet Movie Database. Процитовано 26 вересня 2014.
4. 1 2 3 4  The Immigrant (англ.). Box Office Mojo. Процитовано 26 вересня 2014.
5. 1 2 3  The Immigrant (англ.). The Numbers. Процитовано 26 вересня 2014.
6. ↑  The Immigrant: Full Cast & Crew (англ.). Internet Movie Database. Процитовано 26 вересня 2014.
7. ↑  The Immigrant (англ.). Rotten Tomatoes. Процитовано 26 вересня 2014.
8. ↑  The Immigrant (англ.). Metacritic. Процитовано 26 вересня 2014.
9. ↑  The Immigrant: Awards (англ.). Internet Movie Database. Процитовано 26 вересня 2014.